# Dipterocarpus chartaceus
Espèce
Classification phylogénétique
Statut de conservation UICN

 EN  : En danger
Le Dipterocarpus chartaceus est un grand arbre sempervirent de la péninsule Malaise et de la Thaïlande de la famille des Diptérocarpacées.

## Répartition
Forêts de plaine à diptérocarp et forêts inondées de la Péninsule Malaise et de la Thaïlande.

## Préservation
En danger critique de disparition du fait de la déforestation.